# 立山そば

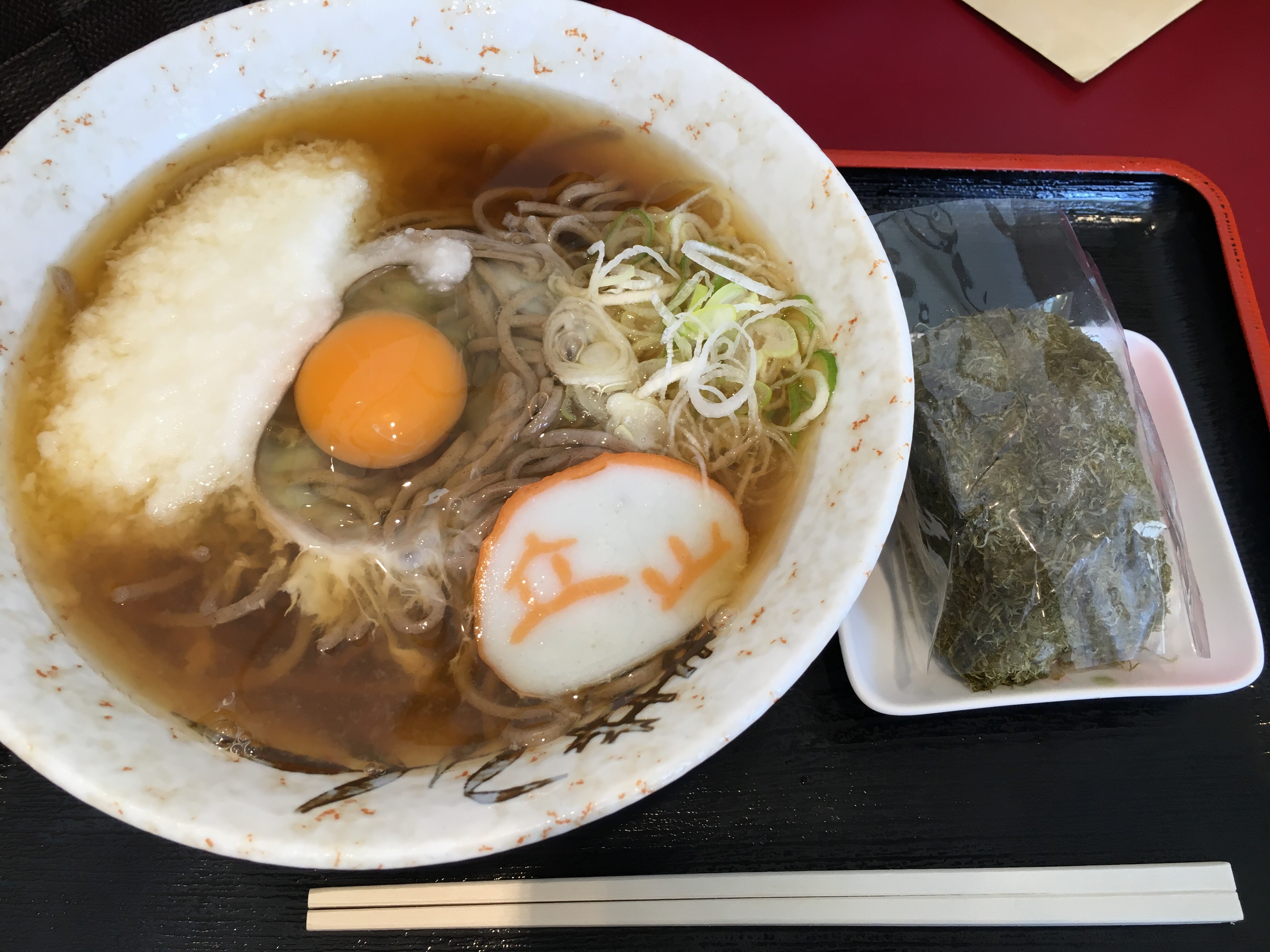
山芋と卵を追加した立山そばととろろ昆布のおにぎり（2016年（平成28年））

立山そば（たてやまそば）は、源が経営する富山駅の駅そばである。

## 概要
立山そばは、1952年（昭和27年）2月に日本国有鉄道富山駅上りホームにおいて出店したそば・うどん店を起源とする。開業当初はそばとうどんの両方を販売していたが、当時他の国鉄線の主要駅においてはほとんどそばだけを販売していたので、特色を出すためにうどんのみを提供するようになった。
しかし、旅行者にはうどんよりもそばの方が人気であるということがわかり、1963年（昭和38年）4月5日より「立山そば」の名称を用い、高山本線のホームに約70万円の費用を以てガラス張りの店舗を新装開店させた。当時の価格は立ち食いそばが35円、容器付きは45円であった。同月末には北陸本線のホームにも立山そばの店舗が設置された。するとうどんを販売していた頃よりも評判がよく、一日に約450杯を売り上げるようになった。こうした人気によって最盛期には富山駅構内に5つの店舗を構え、富山市や砺波市に路面店を構えるまでになった。
北陸新幹線の開業直前まで立山そばは富山駅のホーム上に店舗を構えて営業を継続していたが、2015年（平成27年）3月14日からは駅構内においては新幹線改札横でのみ営業し、ホーム上の店舗は閉鎖された。移転と同時に揚げたてを提供できるようにと天ぷらを店内で揚げるようになった。

「立山そば」として開業した当初の店舗（1963年（昭和38年））
富山駅ホーム上の「立山そば」で昼食を済ませる鉄道公安職員（1963年（昭和38年））
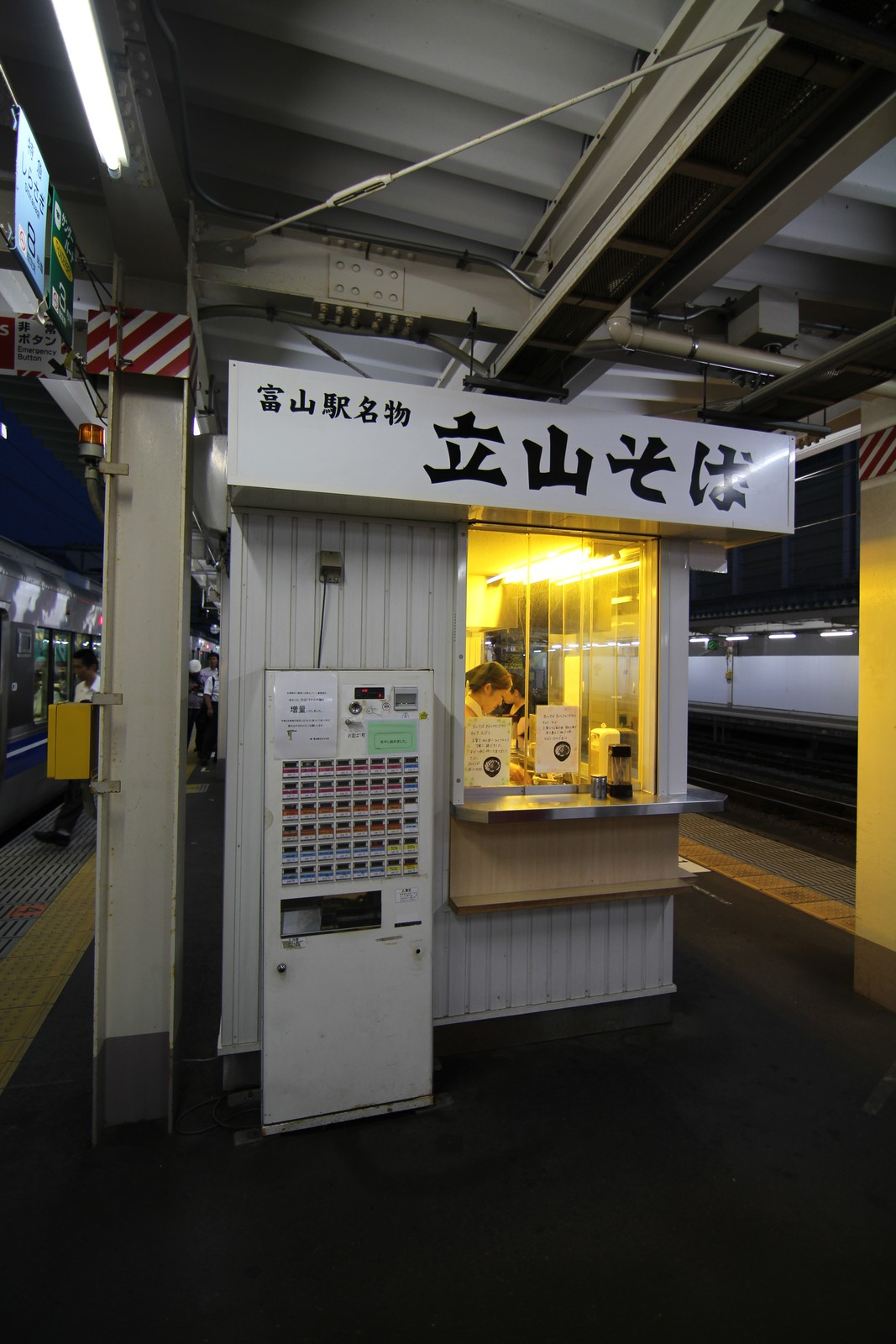
富山駅ホーム上の「立山そば」の店舗（2014年（平成26年））

## 特徴
立山そばには「立山」と記されたかまぼこがのせられている。富山県の名産として知られる白エビのかきあげやとろろこんぶをトッピングとして提供するほか、ますのすしの小分け販売も行っている。食券制である。

## 脚註
1. ↑  源・富山インター店「かき揚げそば・ますセット」(820円)～富山の駅そば「立山そば」! - 2018年（平成30年）12月30日、ニッポン放送
2. 1 2 3 4 5  「立山そば 富山駅」、『富山新聞』朝刊34面所収、2015年（平成27年）3月26日、富山新聞社
3. 1 2 3 4 5  「”そば売店”に人気 国鉄富山駅構内で店びらき」、『北日本新聞』朝刊（11面）、1963年（昭和38年）4月6日、北日本新聞社
4. ↑  「ただいま昼食中3 ”立山そば”大繁盛 一息つく鉄道公安官」、『北日本新聞』朝刊5面、1963年（昭和38年）9月26日、北日本新聞社
5. 1 2  “「立山そば」改札横へ 愛され続ける駅の味”. 北日本新聞社. (2015年3月17日)
6. ↑  北陸新幹線富山駅に『クラルテ』と改札横店舗オープン! (PDF)  - 2014年（平成26年）12月11日、ジェイアールサービスネット金沢
7. 1 2  『完全保存版 北陸新幹線鉄旅ガイド』（81頁）、2015年（平成27年）6月19日、JTBパブリッシング、ISBN:9784533105050